# Jadadskalan
Jadadskalan (Jadad scoring) eller Oxford quality scoring system är en procedur för att göra en oberoende bedömning av den metodologiska kvaliteten hos en klinisk prövning. Det är den mest använda metoden för sådan bedömning i världen och fram till år 2008 har dess ursprungliga rapport citerats i över 3000 vetenskapliga arbeten.
Jadadskalan är uppkallad efter Alejandro Jadad-Bechara, en Colombiansk läkare som arbetade som forskare vid Oxford Pain Relief Unit, Nuffield Department of Anaesthetics, vid Oxforduniversitetet. Jadad och hans forskargrupp beskrev sin uppfattning om effektiviteten av dubbelblind studietekniken på publicerade rapporter i ett artikel 1996 i Journal of Controlled Clinicla Trials. I en bilaga till artikeln beskrivs en skala där man poängsätter kliniska försök på en skala mellan 0 (väldigt dåligt) till fem (välgjort).